# Biskupići (Serbia)
Biskupići (cyr. Бискупићи) – wieś w Serbii, w okręgu zlatiborskim, w gminie Prijepolje. W 2011 roku liczyła 12 mieszkańców.